# Ішмуратова Світлана Іреківна
Світлана Іреківна Ішмуратова (тат. Svetlana İrek qızı İşmoratova, рос. Светлана Ирековна Ишмуратовна, 20 квітня 1972) — російська біатлоністка, дворазова олімпійська чемпіонка.
Найвдалішою Олімпіадою для Ішмуратової була Туринська. На цій Олімпіаді вона виборола дві золоті медалі — в індивідуальній гонці та в естафеті. У Солт-Лейк-Сіті разом із подругами зі збірної Росії вона здобула бронзові медалі в естафеті.
Ішмуратова завершила спортивну кар'єру після Олімпіади в Турині. У 2007 році обрана депутатом Державної Думи Росії.

## Статистика
У таблиці наведено статистику виступів біатлоніста в Кубку світу.
- Місця 1–3: кількість подіумів
- Чільна 10: кількість фінішів у першій десятці
- В очках: кількість виступів, на яких біатлоніст здобував очки
- Старти: кількість стартів

| Місця     | Індивід. | Спринт | Персьют | Мас-старт | Естафета | Разом |
| --------- | -------- | ------ | ------- | --------- | -------- | ----- |
| 1         | 2        |        |         |           | 13       | 15    |
| 2         | 3        | 6      | 2       | 2         | 10       | 23    |
| 3         |          | 5      | 4       |           | 4        | 13    |
| Чільна 10 | 12       | 37     | 24      | 13        | 30       | 116   |
| В очках   | 16       | 63     | 52      | 24        | 30       | 185   |
| Стартів   | 24       | 74     | 57      | 25        | 30       | 210   |